# Estádio João Teotônio Ferreira
Estádio João Teotônio Ferreira – stadion piłkarski, w Ipatinga, Minas Gerais, Brazylia, na którym swoje mecze rozgrywa klub Ideal Futebol Clube.